# Otto Tietmann
Otto Ludger Tietmann (* 15. November 1893 in Gelsenkirchen; † 9. September 1983 in Wesseling) war ein deutscher Landwirt und Ministerialbeamter.

## Leben
Otto Tietmann war ein Sohn des Industriellen Johannes Tietmann und besuchte ein Realgymnasium. Es schloss sich eine landwirtschaftliche Lehre an. Er studierte unterbrochen durch den Ersten Weltkrieg Staats-, Verwaltungsrecht, Volkswirtschaftslehre und Geschichte an der Universität Jena. Seit 1913 war er Mitglied der katholischen Studentenverbindung KDStV Bavaria Bonn im CV.
1922 promovierte er an der Universität Jena mit dem Thema Die Entwicklung der Grundstückspreise unter dem Einfluss der Geldentwertung unter besonderer Berücksichtigung der rheinischen Verhältnisse zum Dr. rer. pol.
Im gleichen Jahr kam er als Referent in das Preußische Ministerium für Landwirtschaft, wurde hier Oberregierungsrat und Landesökonomierat. Bis 1929 war er Stellvertreter des Staatskommissars zur Stützung des ostpreußischen Gütermarktes. Von 1930 bis 1933 war er stellvertretender Kommissar für Osthilfe und Leiter der Landstelle Oppeln/Oberschlesien. Ab 1933 war er Referent bei der Landeskulturverwaltung Westfalen im Ministerium für Landwirtschaft. 1936 erfolgte seine Zwangspensionierung und er war in der Privatwirtschaft aktiv.
1940 wurde er erneut in den Staatsdienst berufen und war mit der Abgeltung der Westwallschäden beauftragt. Von 1945 bis 1948 war er Leiter der Landeskulturverwaltung Nordrheinprovinz.
Ab 1946 war er als Ministerialdirektor im Zentralamt für Ernährung und Landwirtschaft der britischen Zone, Ernährungs- und Landwirtschaftsrat für die amerikanische und britische Besatzungszone. Ab dem 1. Januar 1948 war er als Abteilungsleiter in der Verwaltung für Ernährung, Landwirtschaft und Forsten des Vereinigten Wirtschaftsgebietes (VELF).
Am 29. November 1959 trat er als Leiter der Abteilung I (Allgemeine Verwaltung) des Bundesministeriums für Ernährung, Landwirtschaft und Forsten in den Ruhestand und erhielt im Zuge dessen durch Heinrich Lübke das Große Verdienstkreuz verliehen.
1970 war er Geschäftsführer der Salzgitter Güterverwaltung GmbH.
1960 veröffentlichte er im Selbstverlag ein Buch mit dem Titel Der Ankauf des Klostergutes Marienthal a. d. Ahr durch den preußischen Staat und sein erstmaliger Ausbau zur Preußischen Staats-Weinbau-Domäne.
Otto Tietmann war Mitglied in verschiedenen Aufsichtsräten und war mit Christel, geb. Axer verheiratet.